# Sunil Weeramantry

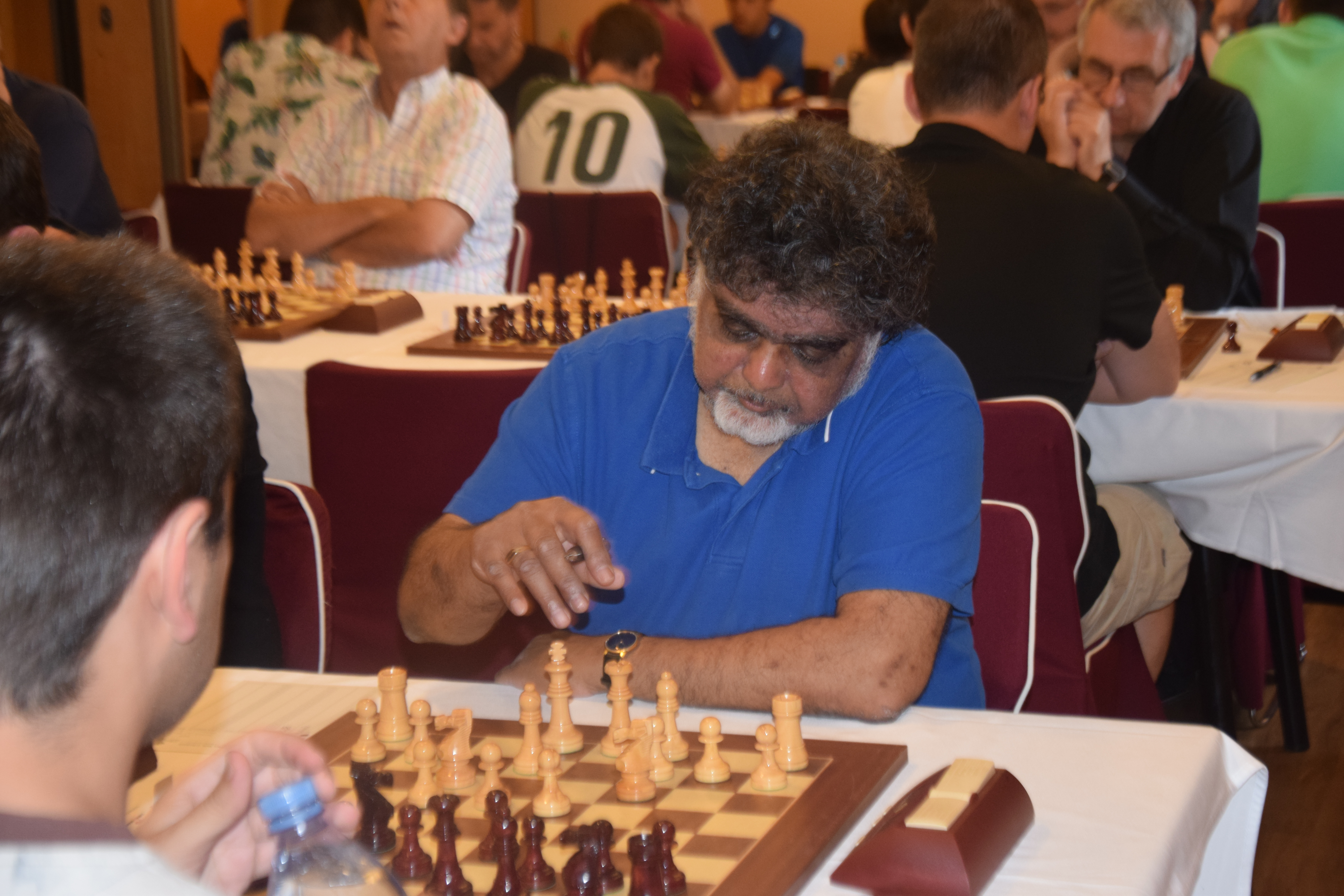
Sunil Weeramantry

Sunil Weeramantry (geboren am 11. September 1951) ist ein in Sri Lanka geborener US-amerikanischer Schachspieler, Trainer und Autor. Er erlangte insbesondere Bekanntheit als Trainer seines Stiefsohns Hikaru Nakamura, eines US-amerikanischen Großmeisters.

## Karriere
Weeramantry wurde im Alter von 15 Jahren Schachmeister. Er vertrat Sri Lanka bei den Schacholympiaden 1978, 2004 und 2006. Im Jahr 1975 und erneut 2001 gewann er die Schachmeisterschaft des Bundesstaates New York. 1996 wurde er in die Hall of Fame des Schachverbands von New York aufgenommen.
Weeramantry begann seine Karriere als Schachtrainer im Jahr 1979 an den Hunter College Campus Schools in Upper Manhattan. Anlässlich des 40. Jubiläums seines Programms wurde Sunil im Jahr 2019 mit Proklamationen von der New Yorker Staatssenatorin Elizabeth Krueger und dem Gouverneur von New York, Andrew Cuomo, geehrt.
Ab 1984 entwickelte Sunil Schachprogramme für die öffentlichen Schulen von White Plains. Im Jahr 1990 gründete er die National Scholastic Chess Foundation (NSCF) und integrierte die Schachprogramme der Schulen in die neue Stiftung. Seitdem hat die NSCF mehr als 60 Schulen im Großraum New York betreut, Gemeindeprogramme in Südflorida angeboten und Lehrkräfte in den gesamten Vereinigten Staaten geschult.
Sunil zählt zu den erfolgreichsten Schachtrainern in den Vereinigten Staaten. Er hat über 80 individuelle und Teammeister bei nationalen Schülerturnieren des US-amerikanischen Schachverbands (USCF) ausgebildet.
Er war Vorsitzender des Ausschusses für Schach in der Bildung der United States Chess Federation (USCF). Seit 1986 ist er ein berufenes Mitglied des USCF-Schulausschusses und hat mehrere zweijährige Amtszeiten als Vorsitzender des Ausschusses absolviert. Für seine Verdienste wurde er mehrfach von US Chess ausgezeichnet, unter anderem mit dem Distinguished Service Award im Jahr 2020. Im Jahr 2004 wurde er von der University of Texas at Dallas als „Schachpädagoge des Jahres“ ausgezeichnet.

### Autorentätigkeit
Weeramantry ist ebenfalls als Schachautor tätig. Gemeinsam mit Ed Eusebi verfasste er das Buch Best Lessons of a Chess Coach, das 1993 bei Random House veröffentlicht wurde. Dieses Werk wurde umfassend überarbeitet, mit neuem Inhalt erweitert und 2020 als Best Lessons of a Chess Coach – Extended Edition von Mongoose Press neu aufgelegt.
Ein weiteres Buch, das er in Zusammenarbeit mit Alan Abrams und Robert McLellan verfasste, trägt den Titel Great Moves: Learning Chess Through History (Mongoose Press, 2017). Dieses Werk richtet sich an Leser vom mittleren Schulalter bis hin zu Erwachsenen und vermittelt Schachkonzepte im Kontext der Schach- und Weltgeschichte.

### Ehrungen
Das FM Sunil Weeramantry National Blitz Tournament of State Champions, ein jährlich stattfindendes nationales Schachturnier, das von US Chess organisiert wird, wurde im Jahr 2020 zu Ehren von Sunil Weeramantry nach ihm benannt.